# ماریا شویوک
ماریا شویوک (مجاری: Mária Sulyok؛ ۲۴ آوریل ۱۹۰۸ – ۲۰ اکتبر ۱۹۸۷) یک هنرپیشه اهل مجارستان بود.
از فیلم‌ها یا برنامه‌های تلویزیونی که وی در آن نقش داشته‌است می‌توان به خانم دری کجا هستی؟ و یک لیوان آبجو اشاره کرد.
وی همچنین برندهٔ جوایزی همچون جایزه کشوت شده‌است.